# Flem Sampson
Flemon Davis "Flem" Sampson, född 23 januari 1875 i Laurel County, Kentucky, död 25 maj 1967 i Kentucky, var en amerikansk republikansk politiker. Han var Kentuckys guvernör 1927–1931.
Sampson avlade juristexamen vid Valparaiso University och inledde 1895 sin karriär som advokat i Kentucky. År 1897 gifte han sig med Susie Steele. Från och med år 1906 arbetade han som domare. Mellan 1923 och 1924 var han chefsdomare i en appellationsdomstol.
Sampson efterträdde 1927 William J. Fields som guvernör och efterträddes 1931 av Ruby Laffoon. Sampson avled 1967 och gravsattes på Barbourville Cemetery i Barbourville.